# 頻脈
頻脈（ひんみゃく）とは、心拍数が増加している状態。
成人の安静時心拍数はおよそ毎分50 - 70回（bpm）であるが、100bpmを超える状態を頻脈という。心臓は自律神経（交感神経と副交感神経）によって支配されており、何らかの要因で交感神経が優位になると心拍数が増える。心因性、運動性の要因が多いが、薬物性要因による場合もある。心因性による場合は、比較的短時間の内に解消される。運動性による場合には適度な過負荷訓練により反復訓練を行うことによって、解消される。薬物性因子による場合は、当該薬物の使用を即時中止するとともに、緊急に医療機関の受診を行い、薬物の中和をおこなわなければ、人体に深刻な影響を及ぼす場合もある。
また心臓の刺激伝導回路に異常があって頻脈となる場合もあり（発作性上室性頻拍など）、早急に医師の診察を必要とする。
なお、発生因子の関連が不明である頻脈は通常、医師の受診と経過観察を必要とする。もっとも、120bpm以下で徐々に遅くなるのであれば、大抵は病的なものではない。

## 頻脈の診断手順
まずは心電図をとり上室性か心室性かどうかを鑑別する。もっとも、全身状態が悪く、ショックなどを疑った場合はこの限りではない。上室性か心室性かどうかはQRS幅によって区別する。
上室性頻脈
洞性頻脈
甲状腺機能亢進症、発熱、脱水、不安、褐色細胞腫、敗血症、貧血、ショック、心不全、慢性肺疾患、低酸素といった数多くの病態の非特異的変化である。
心房細動
心房粗動
心室性頻脈
心室細動
心室頻拍
変行伝導を伴う上室性頻脈、主に脚ブロック
初期診療において重要なこと
意識障害、頻脈以外のバイタルサインの変動、心室性頻脈の場合は危険な場合がある。
原因となる基礎疾患、酸素不足や感染症はないのかというスクリーニングがされているか常に考える。

## その他
- 医療用語で、頻脈になることをタキると呼ぶことがあり、タキカルディア (tachycardia) から由来する[1]。